# Overwaard Molen No.2
Overwaard Molen No.2 is een molen in Kinderdijk, in de Nederlandse gemeente Molenlanden. De molen werd in 1740 gebouwd in opdracht van het waterschap van de Overwaard. Na veel jaren de boezem bemalen sloeg het noodlot toe. Op 12 april 1981 brak er brand uit door een lekkende gasfles. De molen werd zo zwaar beschadigd dat het achtkant omver getrokken moest worden. De molen was maar voor 75.000 gulden tegen brand verzekerd. Op 28 maart 1983 werd stichting herbouw molen te kinderdijk opgericht. Twee jaar later werd met de herbouw begonnen. Op 26 april 1985 heeft prins Claus de herbouwde molen in bedrijf gesteld. De vlucht van de molen is 29,56 m., waarmee de molen Overwaard No.2 tot aan de herbouw van boezemmolen nr. 6 in Haastrecht in 2011 de grootste vlucht van alle Nederlandse molens had.
Op donderdag 2 juni 2005 brak tijdens het malen de binnenroede. Op 24 januari werd een nieuwe binnenroede gestoken.
Eigenaar van de molen is Stichting Werelderfgoed Kinderdijk. De molen heeft een ijzeren scheprad met een diameter van 6,70 meter waarmee de lage boezem van de Overwaard wordt bemalen. De molen wordt bewoond en is niet te bezichtigen.
Nederwaard:
Nederwaard No.1 ·
Nederwaard No.2 ·
Nederwaard No.3 ·
Nederwaard No.4 ·
Nederwaard No.5 ·
Nederwaard No.6 ·
Nederwaard No.7 ·
Nederwaard No.8

Overwaard:
Overwaard No.1 ·
Overwaard No.2 ·
Overwaard No.3 ·
Overwaard No.4 ·
Overwaard No.5 ·
Overwaard No.6 ·
Overwaard No.7 ·
Overwaard No.8

Overig:
De Blokker ·
De Hoge Molen ·
Kleine of Lage Molen